# Salix breweri
Salix breweri är en videväxtart som beskrevs av Michael Schuck Bebb. Salix breweri ingår i släktet viden, och familjen videväxter. Inga underarter finns listade i Catalogue of Life.